# Cyrtauchenius artifex
Cyrtauchenius artifex is een spinnensoort uit de familie Cyrtaucheniidae. De soort komt voor in Algerije.